# غوزل درة سفلي (غوزل درة)
غوزل درة سفلی (بالفارسية: گوزلدره سفلی) هي قرية تقع في إيران في قسم غوزل درة الریفي. يقدر عدد سكانها بـ 1,604 نسمة .